# Sovětská liga ledního hokeje 1976/1977
Sezóna 1976/1977 byla 31. sezonou Sovětské ligy ledního hokeje. Mistrem se stal tým CSKA Moskva.
Tým Krystall Saratov sestoupil. Ze 2. ligy postoupil celek Avtomobilist Sverdlovsk.

## Konečné pořadí
| #  | Tým                  | Z  | V  | R | P  | Sk.     | B  |
| -- | -------------------- | -- | -- | - | -- | ------- | -- |
| 1  | CSKA Moskva          | 36 | 28 | 1 | 7  | 220-113 | 57 |
| 2  | Dynamo Moskva        | 36 | 22 | 6 | 8  | 175-104 | 50 |
| 3  | Traktor Čeljabinsk   | 36 | 20 | 5 | 11 | 128-106 | 45 |
| 4  | Dynamo Riga          | 36 | 17 | 7 | 12 | 133-126 | 41 |
| 5  | Chimik Voskresensk   | 36 | 14 | 9 | 13 | 115-103 | 37 |
| 6  | Spartak Moskva       | 36 | 14 | 9 | 13 | 154-162 | 37 |
| 7  | Křídla Sovětů Moskva | 36 | 14 | 5 | 17 | 120-137 | 33 |
| 8  | Torpedo Gorkij       | 36 | 11 | 9 | 16 | 108-137 | 31 |
| 9  | SKA Leningrad        | 36 | 10 | 0 | 26 | 128-183 | 20 |
| 10 | Krystall Saratov     | 36 | 4  | 1 | 31 | 85-195  | 9  |